# José Hilário de Oliveira e Silva
José Hilário de Oliveira e Silva (São Paulo, 29 de janeiro de 1921 – 14 de março de 1997) foi um médico brasileiro.
Graduado em medicina pela Faculdade Nacional de Medicina em 1944. Foi eleito membro da Academia Nacional de Medicina em 1978, sucedendo Darcy Bastos de Souza Monteiro na Cadeira 28, que tem Eduardo Augusto Moscoso como patrono.